# Паскье, Этьен (писатель)
Этьен Паскье, также Пакье (фр. Étienne Pasquier; 7 июня 1529, Париж — 1 сентября, 1615, там же) — французский юрист, политолог, историк, гуманист и поэт.

## Биография
Среди педагогов Пакье был знаменитый мыслитель Пётр Рамус. Побывав в Италии, он прослушал курс лекций Андреа Альчиати в Падуанском университете и познакомился с поэтом Тома Себийе. С 1549 года служил адвокатом при парижском парламенте, но болезнь заставила его покинуть судебную практику и предаться учёно-литературным занятиям. В 1564 г. выступил адвокатом Университета в процессе против иезуитов, добивавшихся для своей школы права присуждения учёных дипломов. В блестящей речи Пакье доказывал вред для государства иезуитского ордена как общества политического. Речь Пакье была переведена на многие языки и постоянно служила источником аргументов против ордена. Снискав благодаря этому делу огромную известность, Пакье выиграл ряд других, в том числе громких процессов (1571—1585). В 1585 Генрих III назначил его генеральным адвокатом Счётной палаты. В 1588 г. был выбран депутатом в Генеральные штаты. В 1589 г., когда Париж был захвачен лигистами, Пакье было поручено организовать парламент в Туре. В 1594 г., по окончании гражданской войны, Пакье вернулся в Париж, где снова столкнулся с иезуитами по поводу покушения на жизнь короля Генриха IV.

## Сочинения
В 1554 году вышел в свет трактат о любви в диалогической форме «Монофил» (Le Monophile), написанный в традициях итальянских и французских ренессансных сочинений о любви, женщине и браке. В 1583—1584 Пакье выпустил сборники галантных стихов «Блоха» (La Puce) и «Рука» (La Main). На протяжении всей жизни сочинял стихи на французском языке и латыни. Большой интерес представляют его «Письма» (Lettres), адресованные многим знаменитым современникам: Реми Белло, Рамусу, Пьеру Ронсару, Огюсту Де Ту.

### «Учёные записки о Франции»
С 1560 года Пакье стал печатать «Учёные записки о Франции» (Recherches de la France), «куда он включает исторические очерки, свои рассуждения о наиболее значительных событиях и установлениях, пересказы ряда привлекших его внимание книг (в том числе фарса об адвокате Патлене) и т. д.» Приложением к этому труду стал диалог в духе Цицерона «Беседа принца» (Pourparler du prince). В своих сочинениях Пакье являлся защитником просвещённой, веротерпимой монархии, управляющей при правильном содействии крупных государственных органов и лучших общественных элементов; его интересовали (особенно в «Учёных записках о Франции») вопросы происхождения французских учреждений; яркий, оригинальный язык поставил его в ряд лучших стилистов XVI века. «Ученые записки о Франции» положили начало собственно исторической науке, так как Пакье отказался в них от красоты языка в пользу фактов.

### Пакье-гуманист
В отличие от представителей раннего французского гуманизма, для которых была характерна апология античной культуры и снисходительное отношение к современной им литературной продукции, Пакье прославляет французский язык (по его мнению, он ничем не уступает латыни и значительно превосходит итальянский), политическое устройство и национальное прошлое Франции.

### Издания текстов Пакье
Полное собрание сочинений Пакье до сих пор не издано. Двухтомное издание, выпущенное в Амстердаме в 1723 году, является на сегодняшний день основным источником.